# Karl Diebitsch
Karl Diebitsch (* 3. Januar 1899 in Hannover; † 6. August 1985 in Kreuth) war ein deutscher Maler und Porzellanmaler sowie Berater des Reichsführers SS Heinrich Himmler in „künstlerischen Fragen“. Er war einer der Hauptvertreter der sogenannten Deutschen Kunst im Nationalsozialismus.

## Künstlerischer Werdegang
Nach dem Schulbesuch in Hannover begann Diebitsch eine Malerlehre, die er erst nach Ende des Ersten Weltkriegs abschließen konnte, da er sich bereits im Oktober 1915 als Kriegsfreiwilliger zum Deutschen Heer gemeldet hatte. Um an der dortigen Akademie der Bildenden Künste zu studieren, zog er nach München, betätigte sich jedoch zunächst politisch und als Mitglied paramilitärischer Verbände, bevor er 1923 bis 1925 Schüler von Hermann Groeber an der Akademie war. Von 1927 bis 1931 war er Leiter einer Porzellanmalerei in München, danach ohne feste Anstellung. Anfang 1936 war er im Auftrag Heinrich Himmlers Mitbegründer der Porzellanmanufaktur Allach, wurde dort künstlerischer Leiter und entwarf Vasen und Julleuchter, die als Geschenke für SS-Angehörige gedacht waren.
Nach dem Zweiten Weltkrieg arbeitete Diebitsch als Porzellanmaler für die Fabrik Heinrich & Co in Selb.

## Eintritt in die NSDAP und Aufstieg in der SS
Nach seinem Umzug nach München lernte er Dietrich Eckart kennen, dann Adolf Hitler und trat zum 1. Mai 1920 in die NSDAP ein (Mitgliedsnummer 1.463). Diebitsch nahm als Angehöriger des Bundes Oberland an den Ruhrkämpfen teil, 1921 auch an Gefechten an der Grenze zu Polen. In Breslau gehörte er zu den Gründern einer Ortsgruppe der NSDAP. Nach dem Verbot der Partei und ihrer Neugründung trat er zunächst nicht wieder bei, sondern übte vielmehr scharfe Kritik an ihrer jüngeren Entwicklung. Erst am 10. Juni 1937 beantragte er wieder die Aufnahme in die NSDAP und wurde rückwirkend zum 1. Mai desselben Jahres aufgenommen (Mitgliedsnummer 4.690.956).
Zuvor bewarb sich Diebitsch 1933 um Aufnahme in die SS, in die er am 9. September 1934 (SS-Nummer 141.990) aufgenommen wurde. Heinrich Himmler beförderte ihn noch am selben Tag zum SS-Sturmführer. Diebitsch wurde nun als „SS-Führer im persönlichen Stab RFSS“ geführt. Bereits am 20. April 1935 erhielt er seine Regelbeförderung zum SS-Obersturmführer, wurde dann am 1. Januar 1936 zum SS-Hauptsturmführer, am 9. November des gleichen Jahres zum SS-Sturmbannführer und am 25. Juli 1937 zum SS-Obersturmbannführer befördert.
Ab Ende 1939 kommandierte Diebitsch das II. Bataillon der 11. Verstärkten SS-Totenkopfstandarte. Am 20. April 1939 erhielt er die Beförderung zum SS-Standartenführer.
Am 1. März 1940 wurde Diebitsch zur Waffen-SS abkommandiert, wo er als „SS-Standartenführer der Reserve“ verschiedene Posten durchlief. So wurde er beim Höchsten SS- und Polizeiführer Italien und im SS-Personalhauptamt eingesetzt. Im Sommer 1944 wurde Diebitsch erneut in den „Persönlichen Stab RFSS, Chef Amt München“ berufen. Im NS-Ranggefüge stieg Diebitsch am 20. April 1944 zu einem SS-Oberführer der Allgemeinen SS auf.
Parallel zu seinem Aufstieg in der SS arbeitete Diebitsch Himmler in künstlerischen Fragen zu und erwarb Ehrenämter im kulturellen Sektor. Bereits 1934 war er Berater Himmlers in künstlerischen Fragen. 1937 wurde er Mitglied des Reichskultursenats, 1939 erhielt er zum 50. Geburtstag von Adolf Hitler den Ehrentitel „Professor“. 1942 ernannte ihn Himmler zum „Ressortchef für künstlerische und architektonische Fragen“.

## Werke
Neben seinen Porzellanarbeiten gestaltete Diebitsch Briefmarken für die Deutsche Reichspost, Wandteppiche und Inneneinrichtungen für Kasernen sowie Wappen und Embleme – etwa für die Forschungsgemeinschaft Deutsches Ahnenerbe.
An der Großen Deutschen Kunstausstellung im Münchner Haus der Deutschen Kunst nahm er 1938 und 1939 mit Gemälden teil.
Im Jahr 1932 hat er zudem, zusammen mit Walter Heck, den Schwarzen Dienstanzug der SS entworfen.